# Болко IV (Опелн)
Болко IV фон Опелн (на немски: Boleslaw (Bolko) IV hercog von Oppeln; * 1363/1367; † 6 май 1437) е херцог на Опелн/Ополе (1382 – 1437), също херцог на Фалкенберг (днес Немодлин) и Щрелиц (днес Стшелце Ополске) в Полша. Той е от рода на Силезийските Пясти.

## Живот
Той е вторият син на херцог Болко/Болеслав III фон Опелн († 1382) и съпругата му Анна († 1378). Правнук е на херцог Бернхард II от Швидница († 1326) и Кунигунда († 1333), дъщеря на полския крал Владислав I Локетек. Братята му са Йохан I († 1421), епископ на Познан (1382), Хайнрих († 1394) и Бернхард († 1455).
След смъртта на баща му през 1382 г. Болко IV и братята му Хайнрих и Бернхард са под опекунството на чичо им Владислав Ополчик († 1401).
Болко IV умира на 6 май 1437 г. и е погребан в църквата на францисканския манастир в Опелн.

## Фамилия
Болко IV фон Опелн се жени между 26 октомври 1393 и 1400 г. за Маргарета вероятно фон Гьорц († 6 декември 1437). Те имат децата:
- Болко V († 29 май 1460), херцог Стшелецки (1450 – 1460) и Немодлински (1450 – 1460), женен I. 1418 г. (развод ок. 1450) за Елизабет, II. 1451 г. за Ядвига Бес фон Куяви († сл. 1461)
- Маргарета († 15 януари 1454), омъжена пр. 15 октомври 1426 г. за херцог Лудвиг III фон Лигниц-Любен († 1441)
- Йохан († 5 септември 1439), херцог Ополски (1437 – 1439), дякон в Опелн
- Хайнрих († 8 април 1436)
- Николаус I (* 1420; † 29 юли 1476), херцог Ополски (1437 – 1476), Бжегски (1450 – 1476), Стшелецки (1460 – 1476) и Немодлински (1460 – 1476), женен пр. 4 февруари 1442 г. за Магдалена фон Лигниц (* пр. 1430; † 10 септември 1497), дъщеря ма Лудвиг II фон Лигниц и Елизабет фон Бранденбург